# 100 Maiores Guitarristas de Todos os Tempos (revista Rolling Stone)
100 Maiores Guitarristas de Todos os Tempos (do inglês: 100 Greatest Guitarists – Rolling Stone) é uma lista da revista estadunidense Rolling Stone criada em 2003, que elegeu os cem melhores instrumentistas de guitarra da história. A primeira versão foi toda escolhida pelo jornalista David Fricke. Uma segunda em 2011 teve um painel de jurados com críticos musicais e cinquenta guitarristas. Uma terceira e mais abrangente lista de 250 guitarristas foi publicada em 2023, escolhida pelos editores e jornalistas da revista. Todas as três tiveram Jimi Hendrix na primeira posição.

## Eleitos
Esses são os 30 primeiros das 3 listas:
| Posição | 2003               | 2011               | 2023                          |
| ------- | ------------------ | ------------------ | ----------------------------- |
| 1       | Jimi Hendrix       | Jimi Hendrix       | Jimi Hendrix                  |
| 2       | Duane Allman       | Eric Clapton       | Chuck Berry                   |
| 3       | B.B. King          | Jimmy Page         | Jimmy Page                    |
| 4       | Eric Clapton       | Keith Richards     | Eddie Van Halen               |
| 5       | Robert Johnson     | Jeff Beck          | Jeff Beck                     |
| 6       | Chuck Berry        | B.B. King          | Sister Rosetta Tharpe         |
| 7       | Stevie Ray Vaughan | Chuck Berry        | Nile Rodgers                  |
| 8       | Ry Cooder          | Eddie Van Halen    | B.B. King                     |
| 9       | Jimmy Page         | Duane Allman       | Joni Mitchell                 |
| 10      | Keith Richards     | Pete Townshend     | Duane Allman                  |
| 11      | Kirk Hammett       | George Harrison    | Carlos Santana                |
| 12      | Kurt Cobain        | Stevie Ray Vaughan | Jimmy Nolen                   |
| 13      | Jerry Garcia       | Albert King        | Tony Iommi                    |
| 14      | Jeff Beck          | David Gilmour      | Prince                        |
| 15      | Carlos Santana     | Freddie King       | Keith Richards                |
| 16      | Johnny Ramone      | Derek Trucks       | Robert Johnson                |
| 17      | Jack White         | Neil Young         | Mother Maybelle Carter        |
| 18      | John Frusciante    | Les Paul           | Tom Morello                   |
| 19      | Richard Thompson   | James Burton       | Freddie King                  |
| 20      | James Burton       | Carlos Santana     | Stevie Ray Vaughan            |
| 21      | George Harrison    | Chet Atkins        | Randy Rhoads                  |
| 22      | Mike Bloomfield    | Frank Zappa        | Albert King                   |
| 23      | Warren Haynes      | Buddy Guy          | Kirk Hammett e James Hetfield |
| 24      | The Edge           | Angus Young        | James Burton                  |
| 25      | Freddie King       | Tony Iommi         | John Frusciante               |
| 26      | Tom Morello        | Brian May          | St. Vincent                   |
| 27      | Mark Knopfler      | Bo Diddley         | Buddy Guy                     |
| 28      | Stephen Stills     | Johnny Ramone      | David Gilmour                 |
| 29      | Ron Asheton        | Scotty Moore       | Eddie Hazel                   |
| 30      | Buddy Guy          | Elmore James       | Neil Young                    |

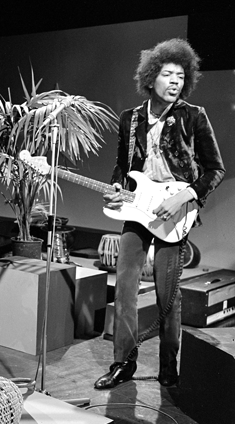
1. Jimi Hendrix
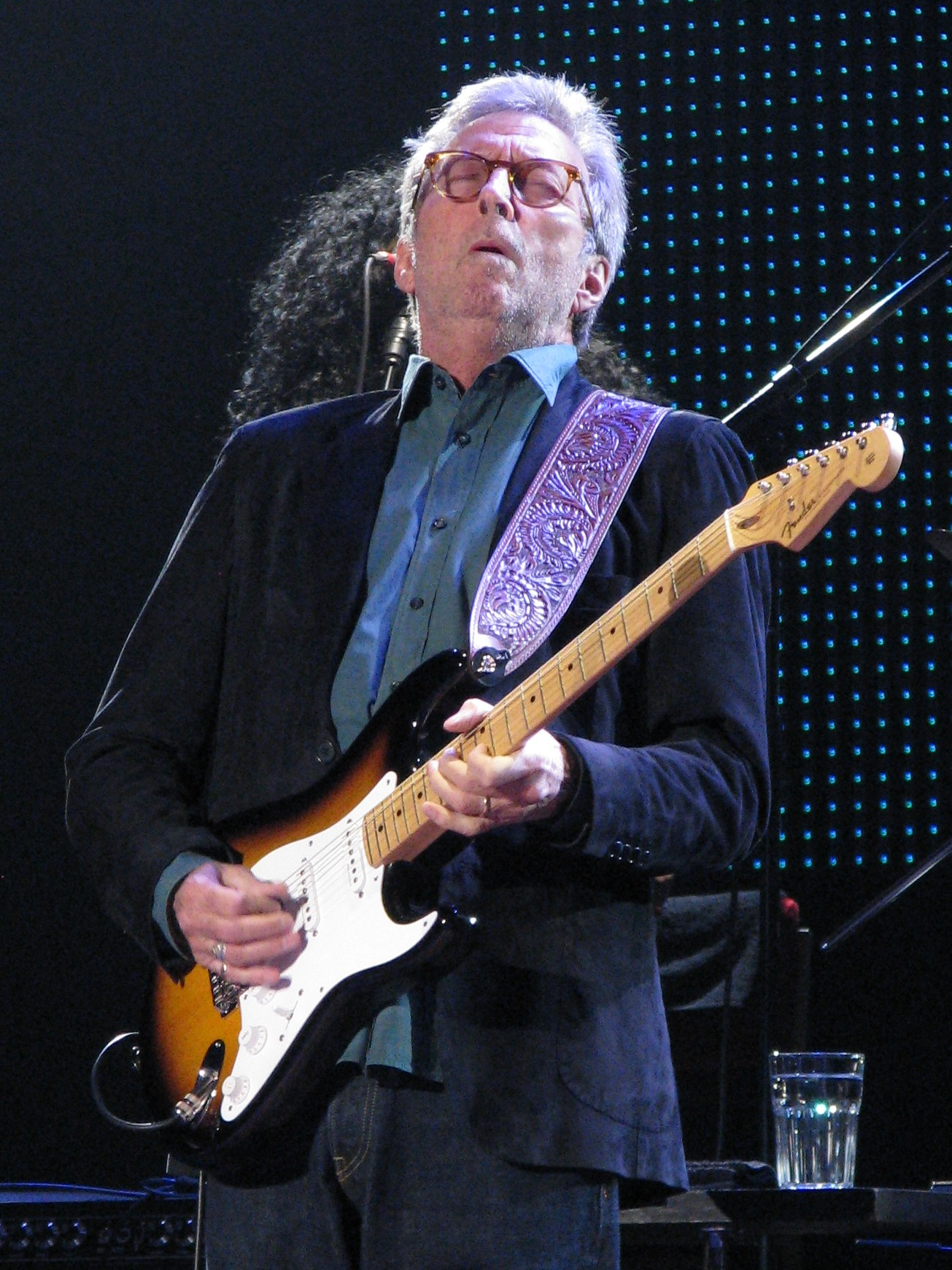
2. Eric Clapton
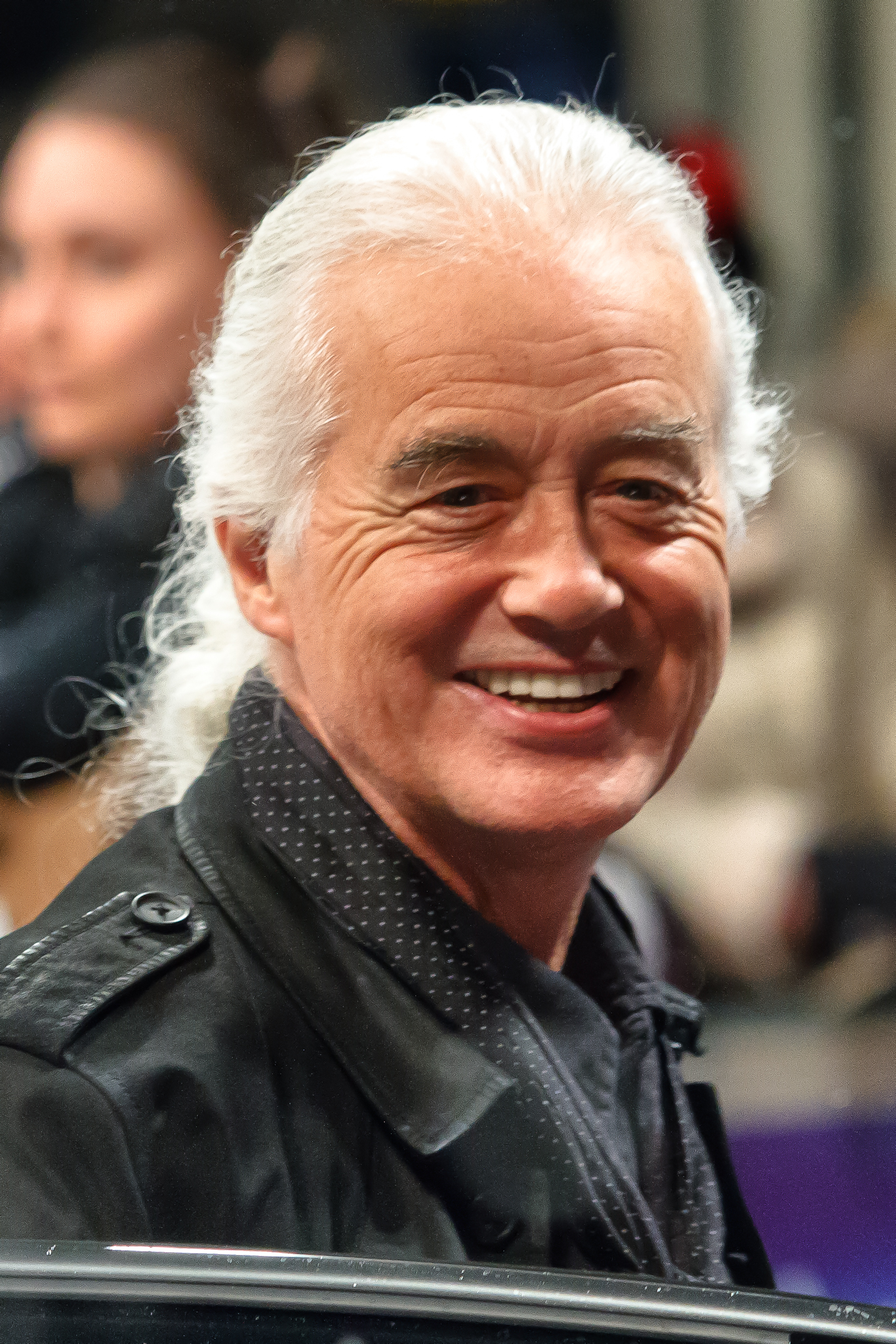
3. Jimmy Page (Led Zeppelin)
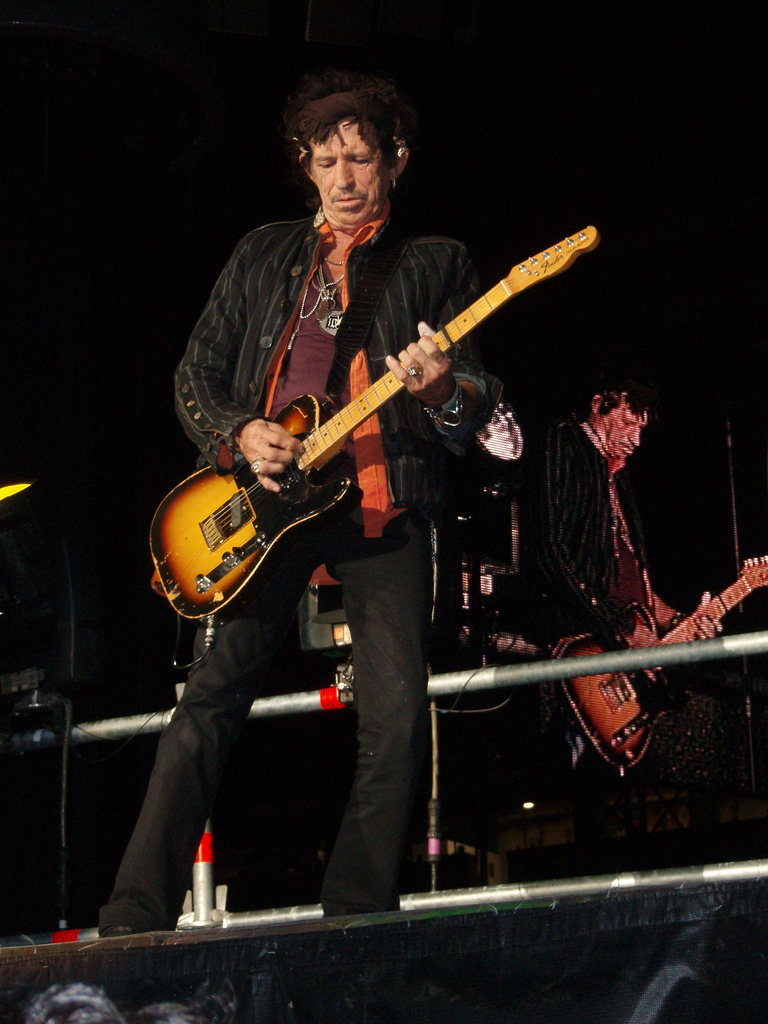
4. Keith Richards (The Rolling Stones)
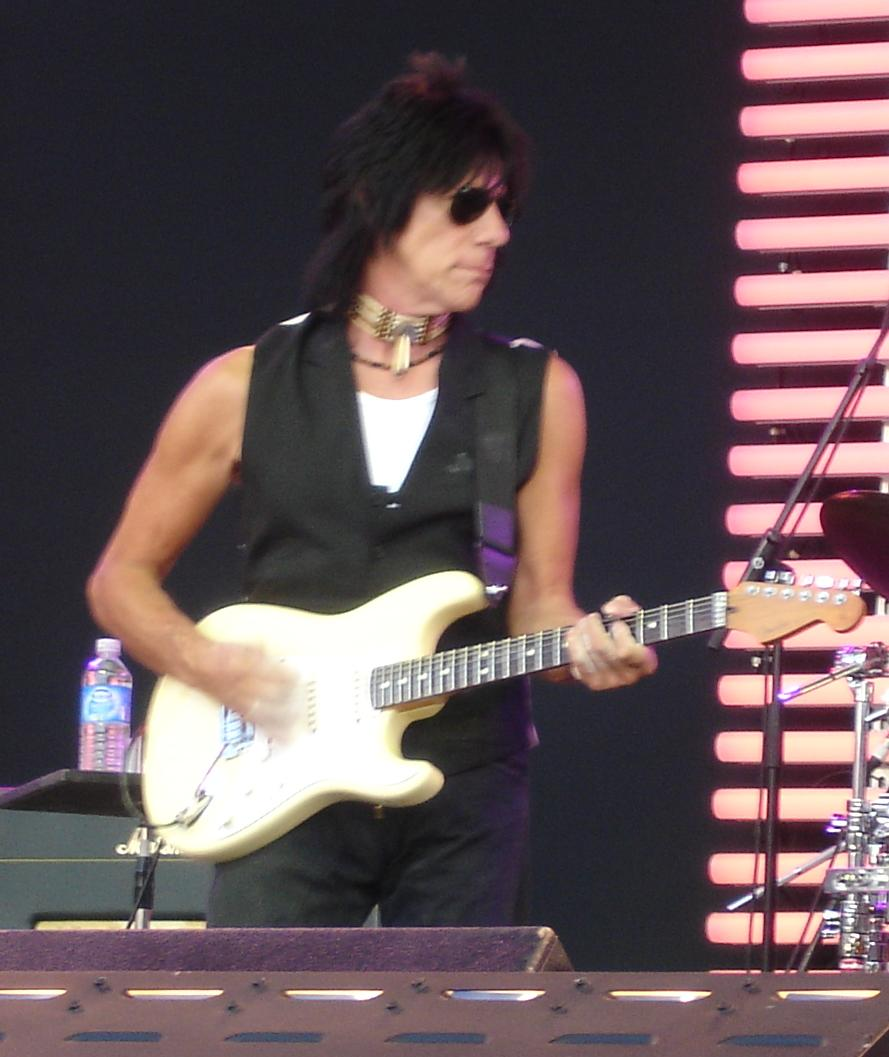
5. Jeff Beck
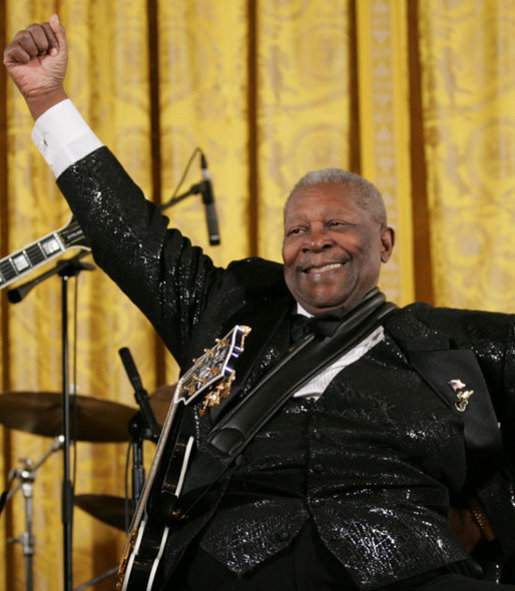
6. B. B. King
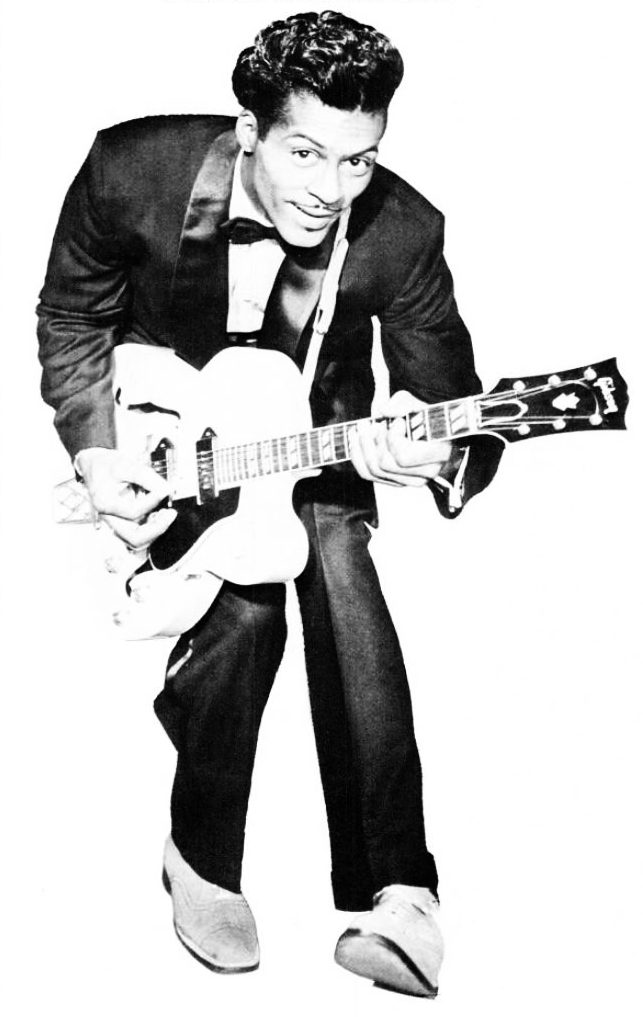
7. Chuck Berry
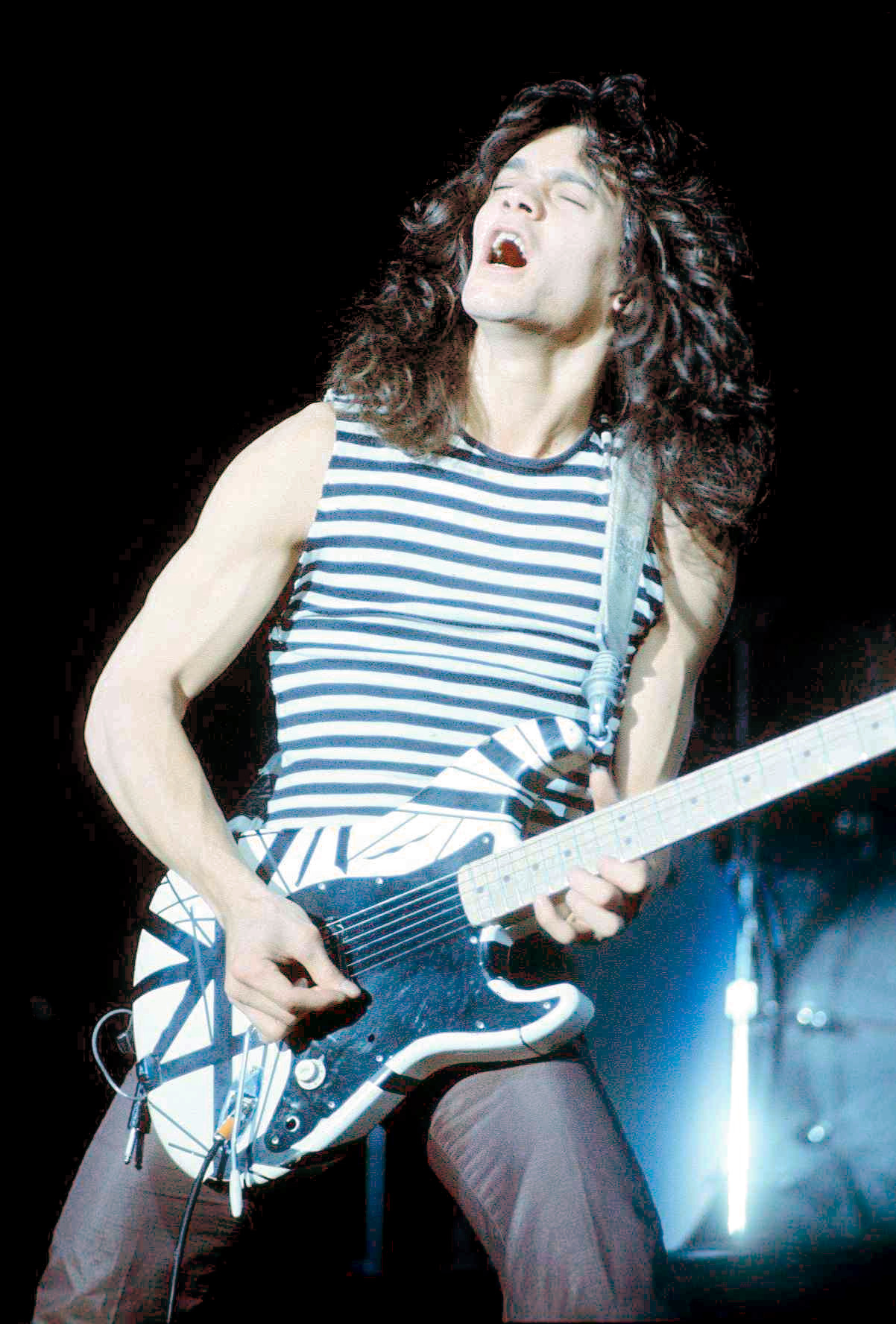
8. Eddie Van Halen (Van Halen)
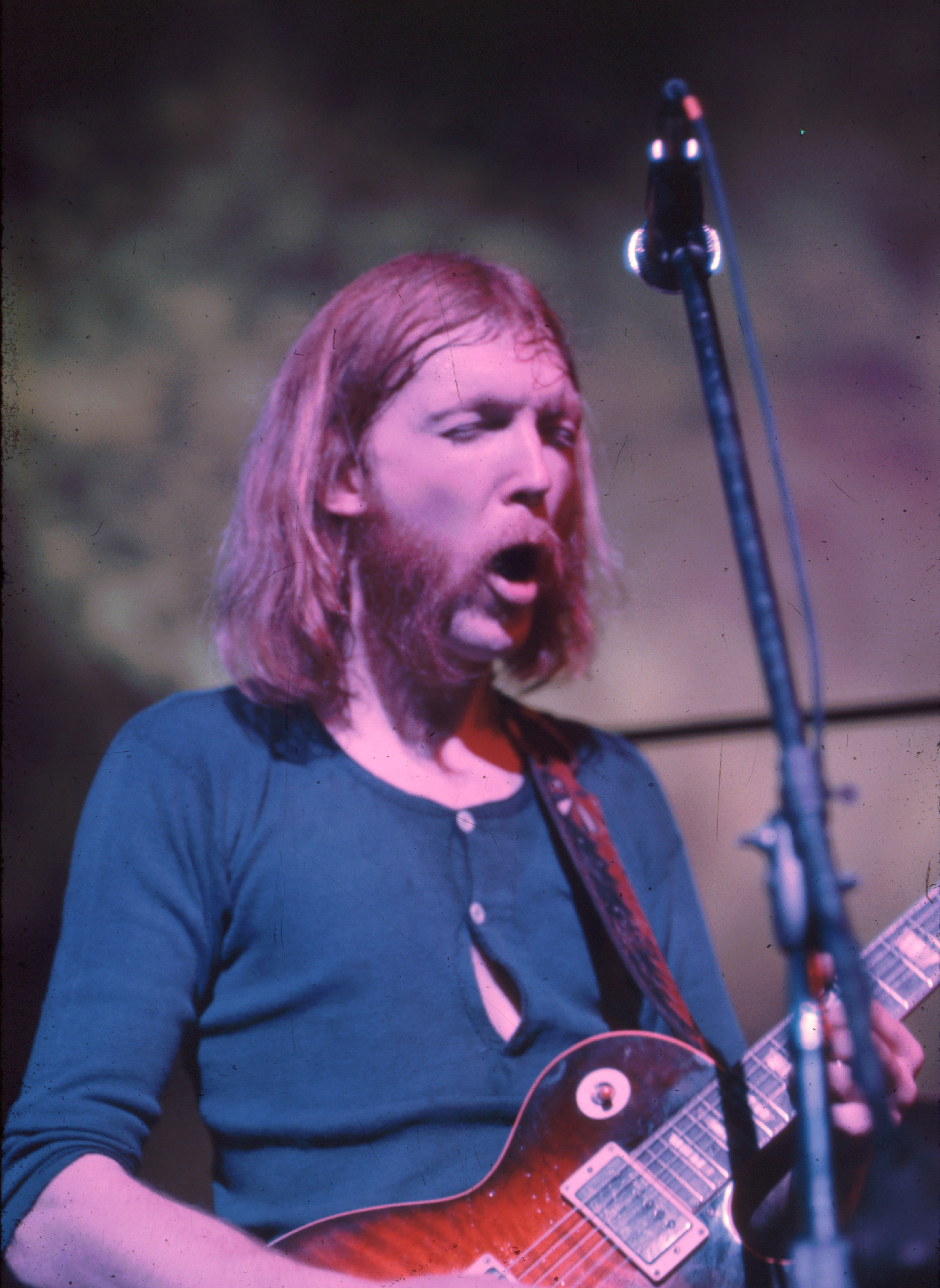
9. Duane Allman (The Allman Brothers)
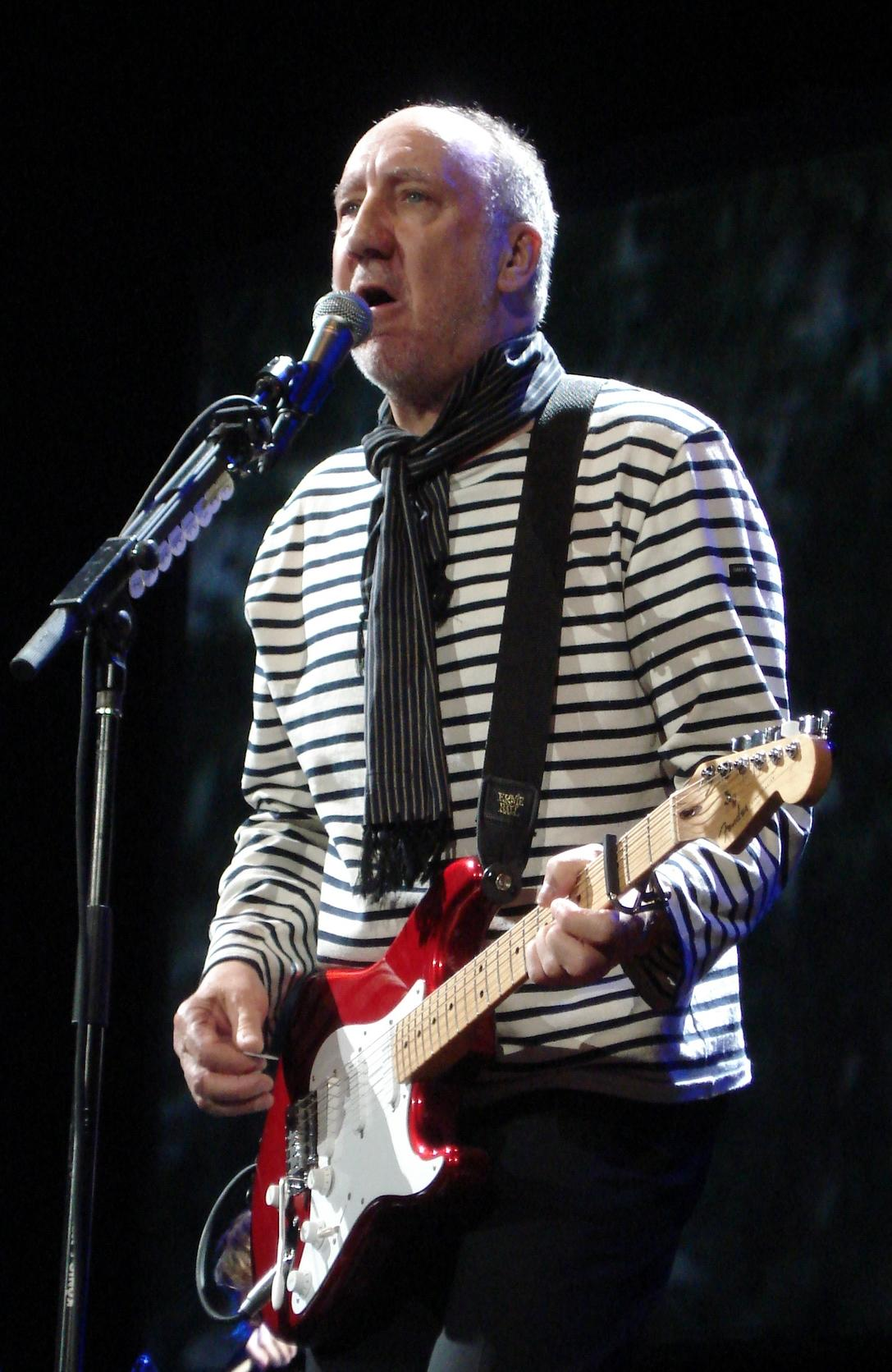
10. Pete Townshend (The Who)
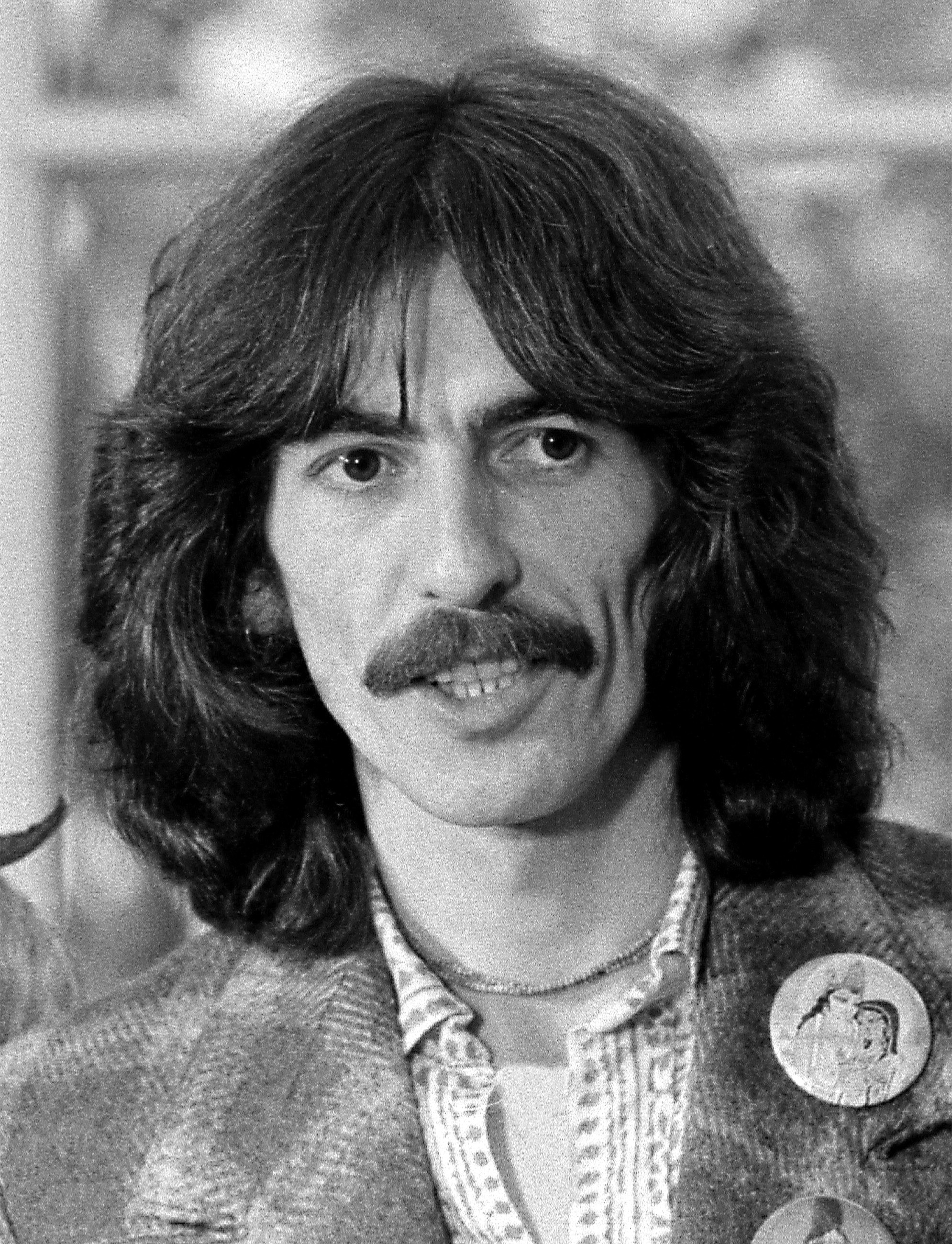
11. George Harrison (The Beatles)
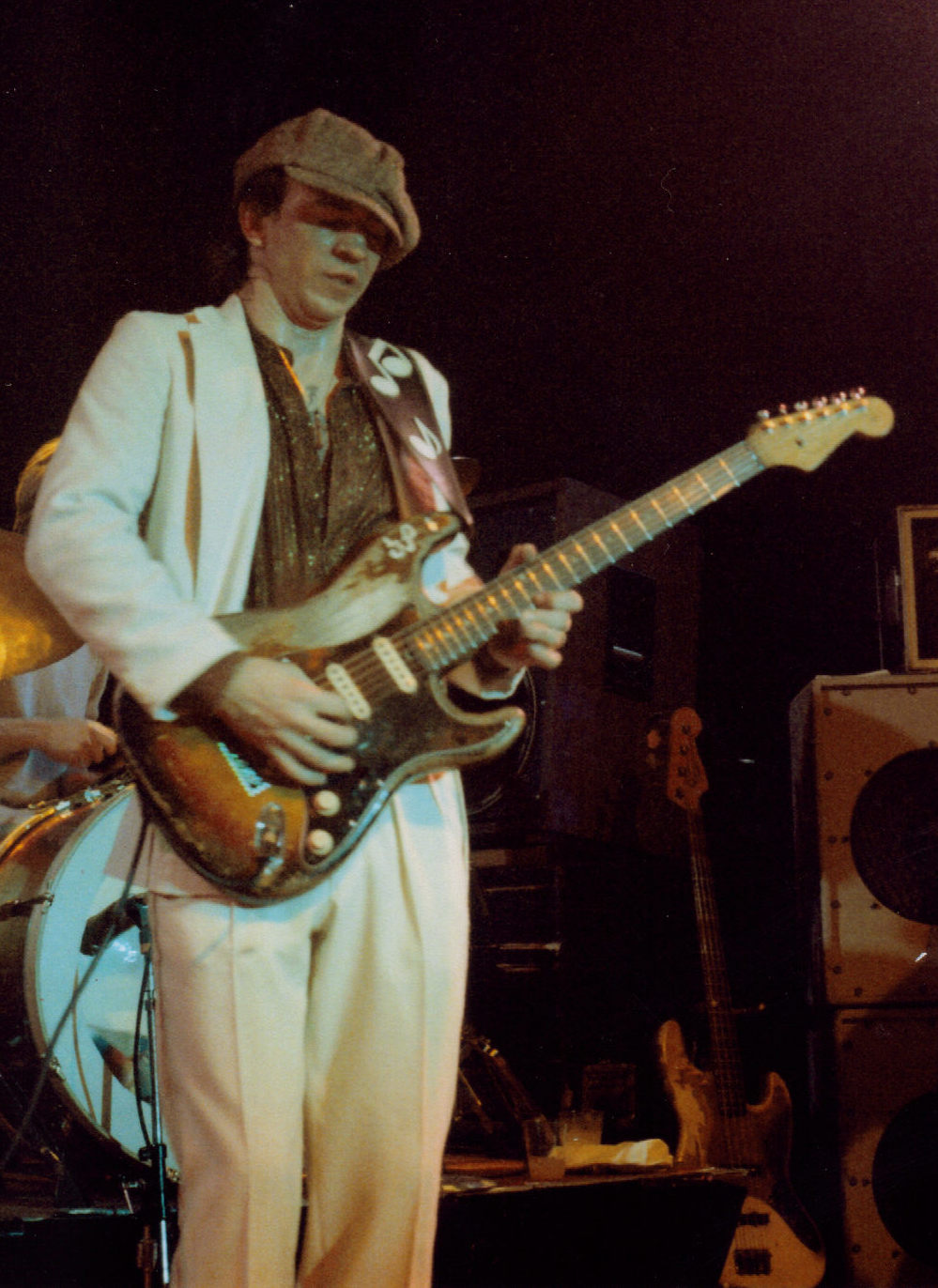
12. Stevie Ray Vaughan
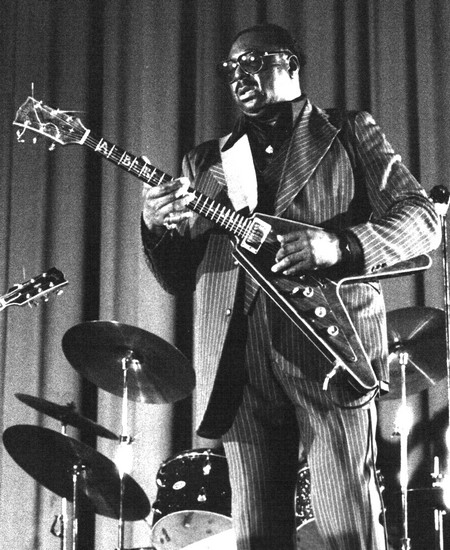
13. Albert King
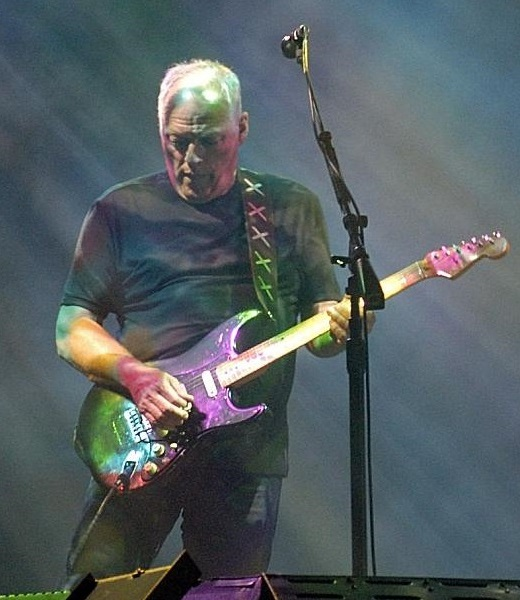
14. David Gilmour (Pink Floyd)
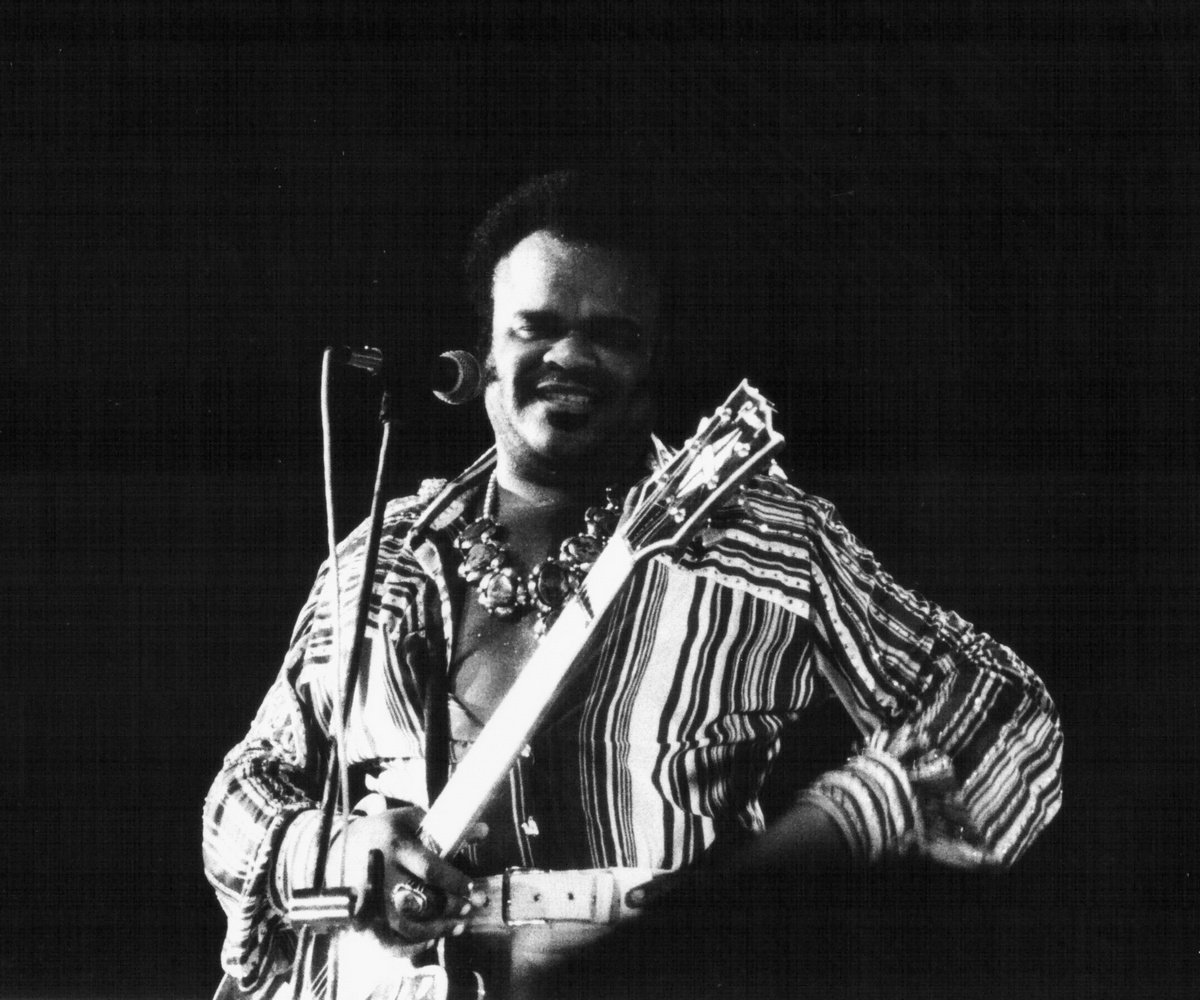
15. Freddie King
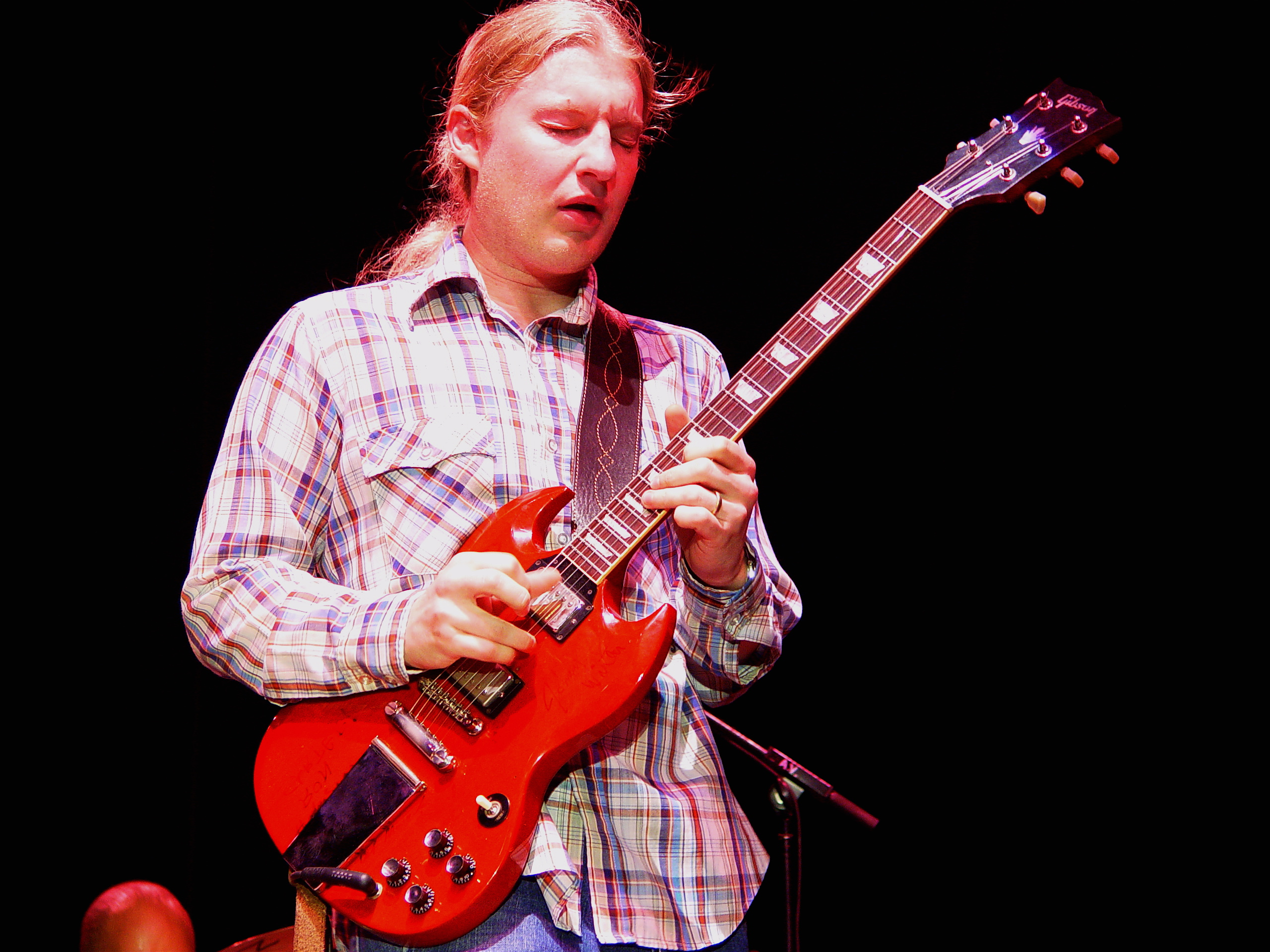
16. Derek Trucks
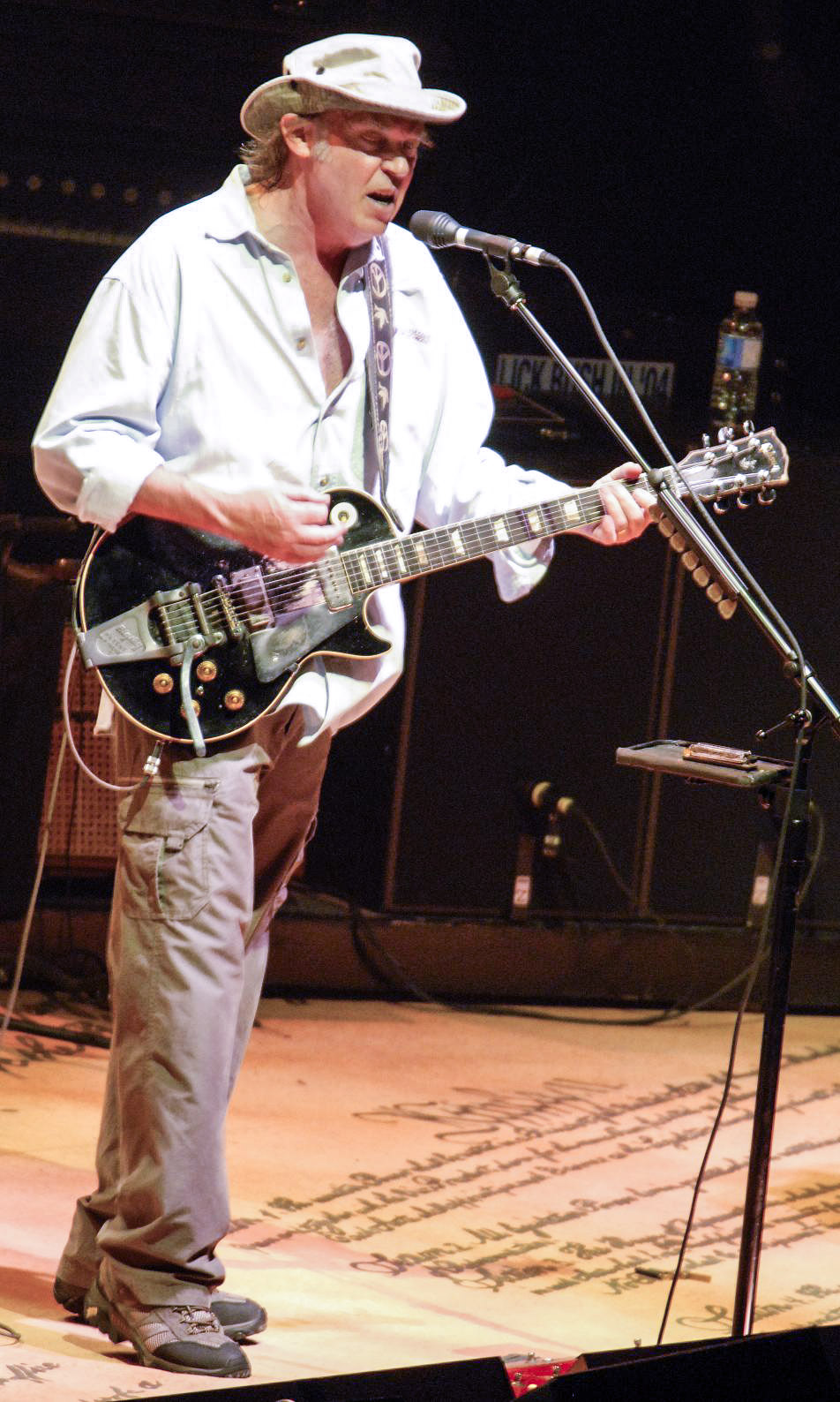
17. Neil Young
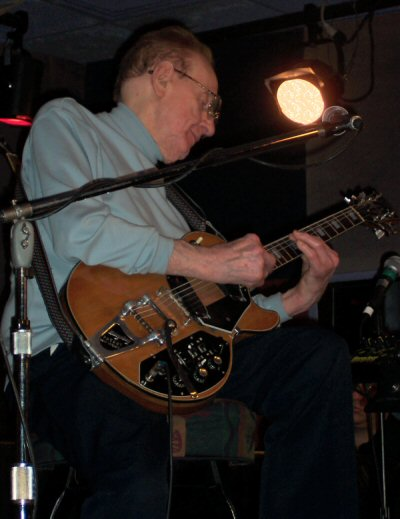
18. Les Paul
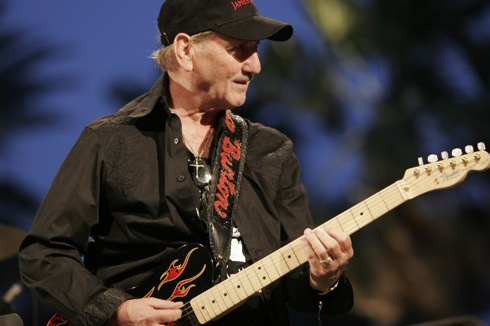
19. James Burton
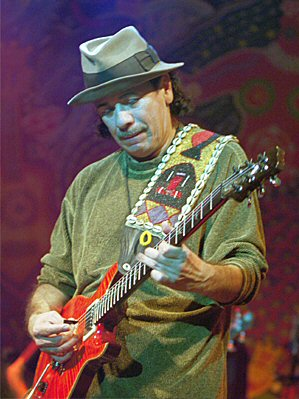
20. Carlos Santana
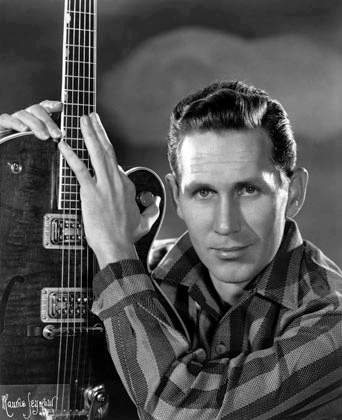
21. Chet Atkins
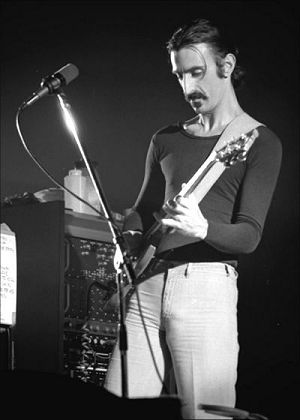
22. Frank Zappa
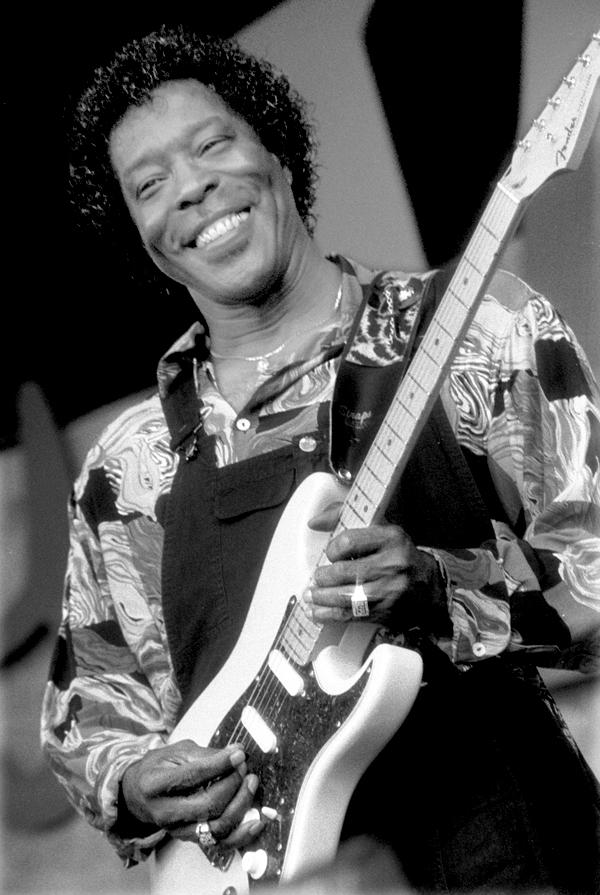
23. Buddy Guy
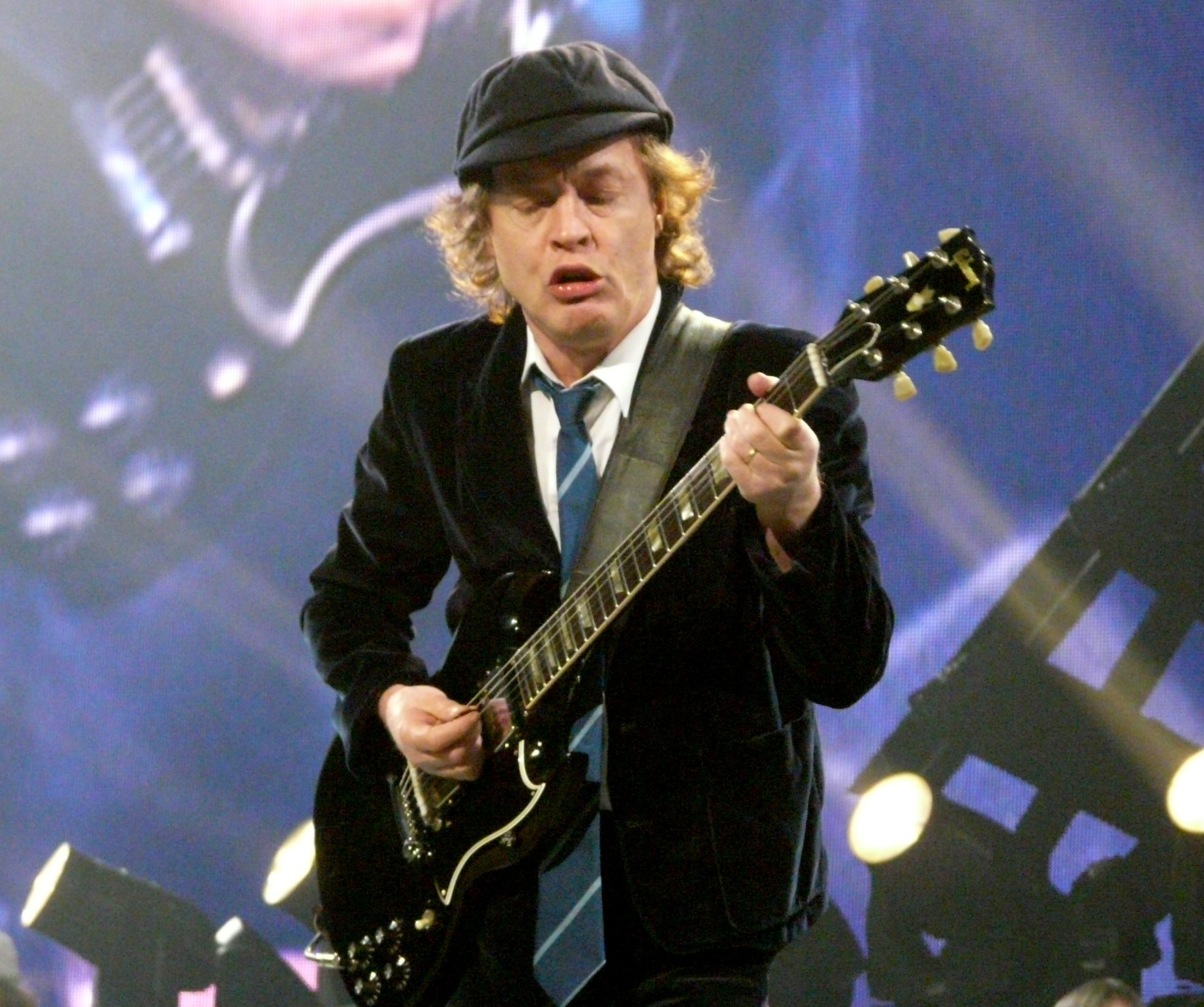
24. Angus Young (AC/DC)
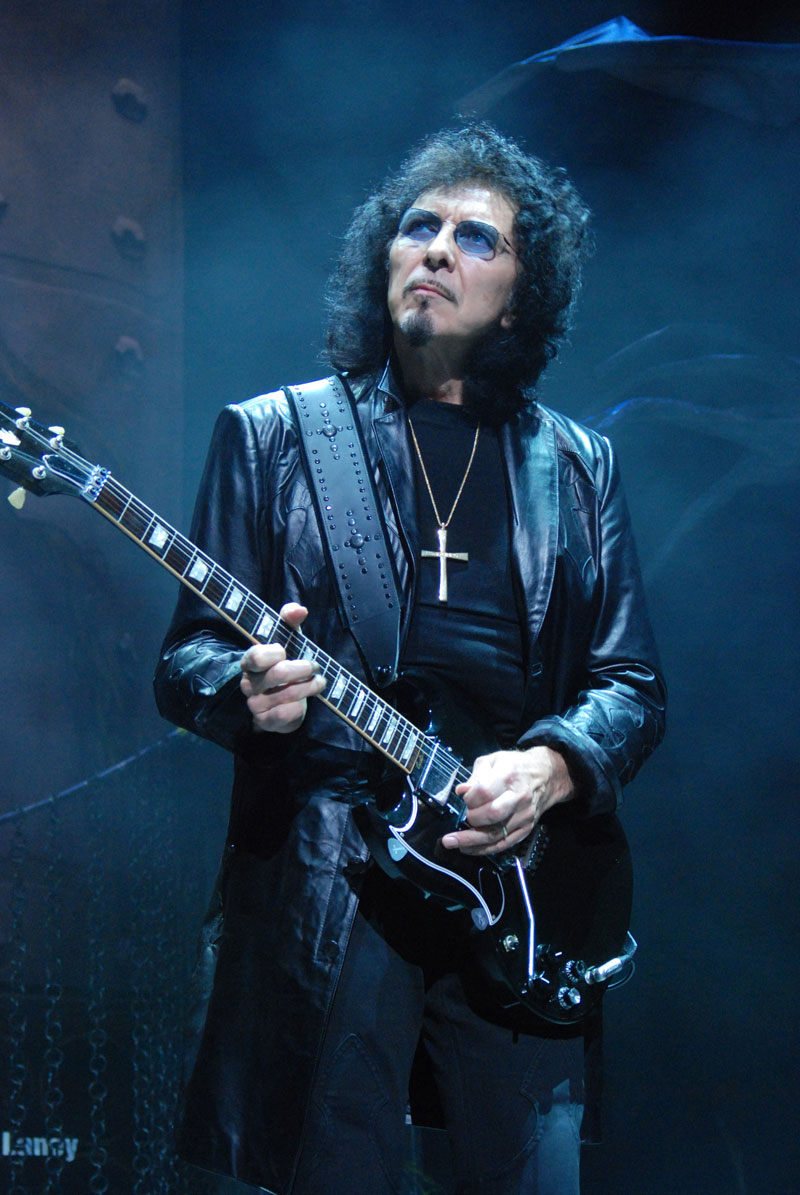
25. Tony Iommi (Black Sabbath)
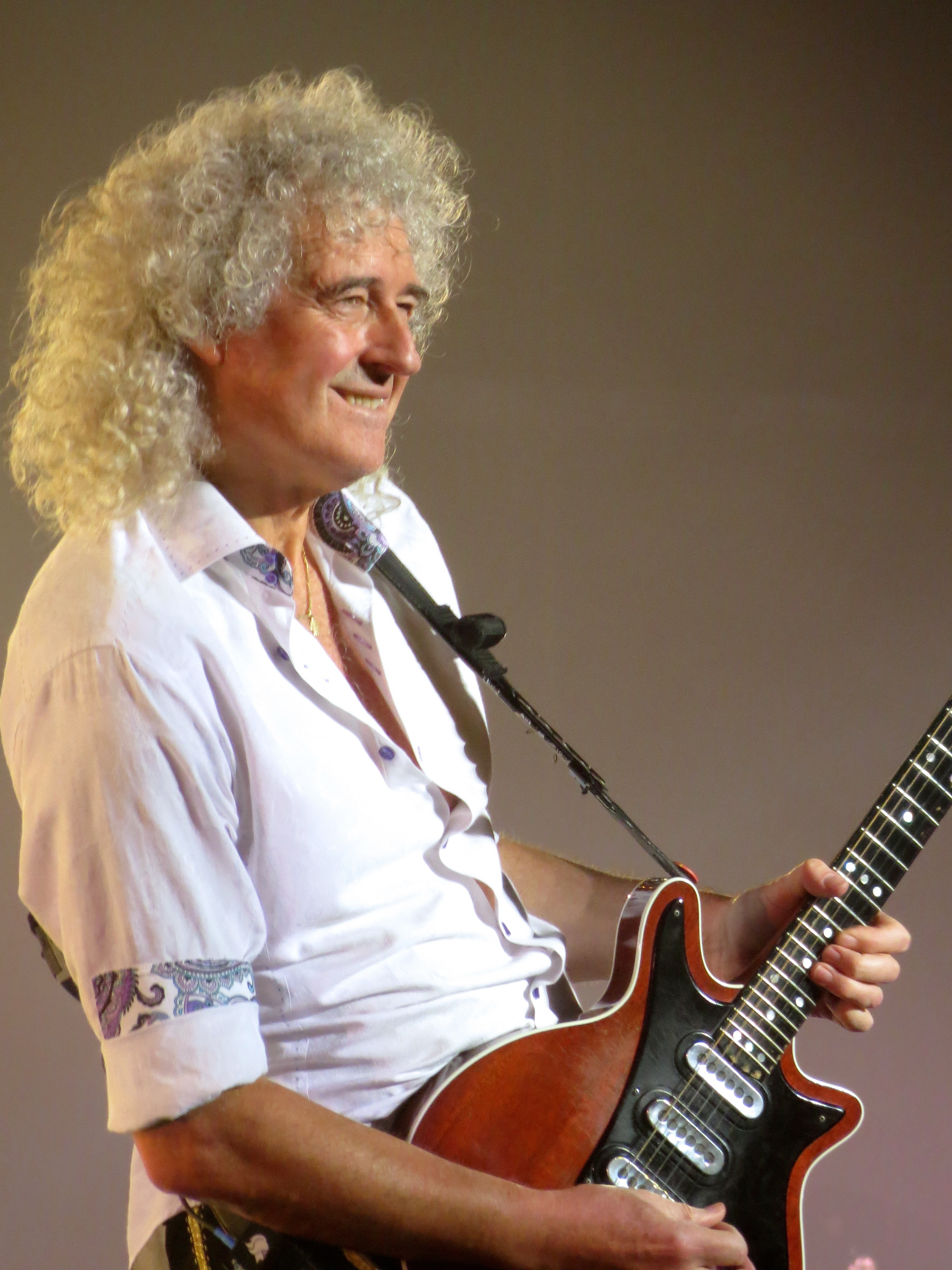
26. Brian May (Queen)
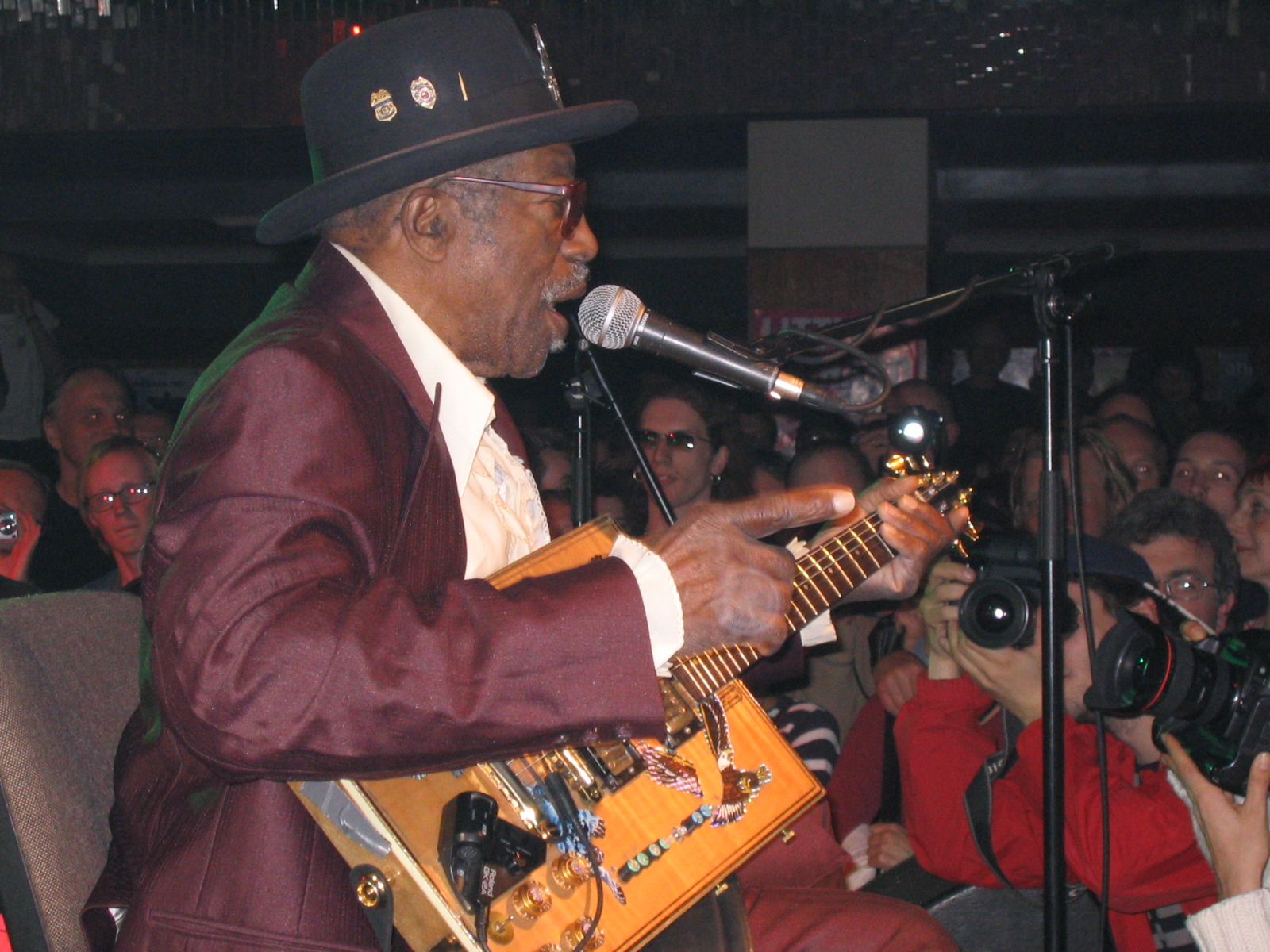
27. Bo Diddley
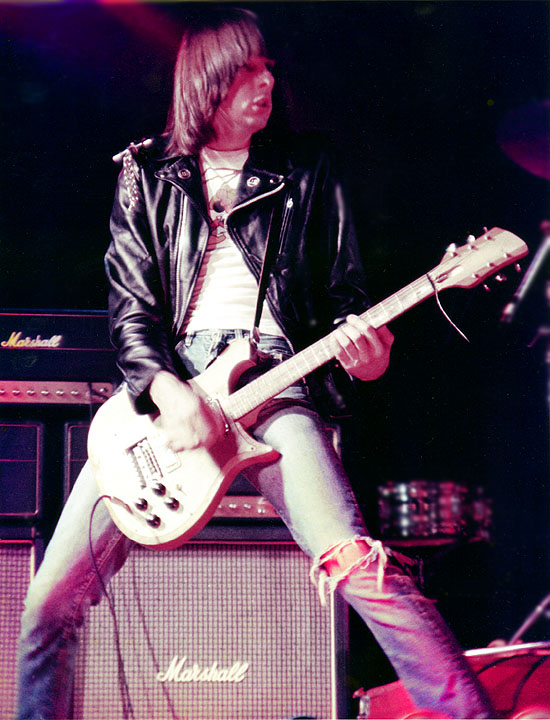
28. Johnny Ramone (Ramones)
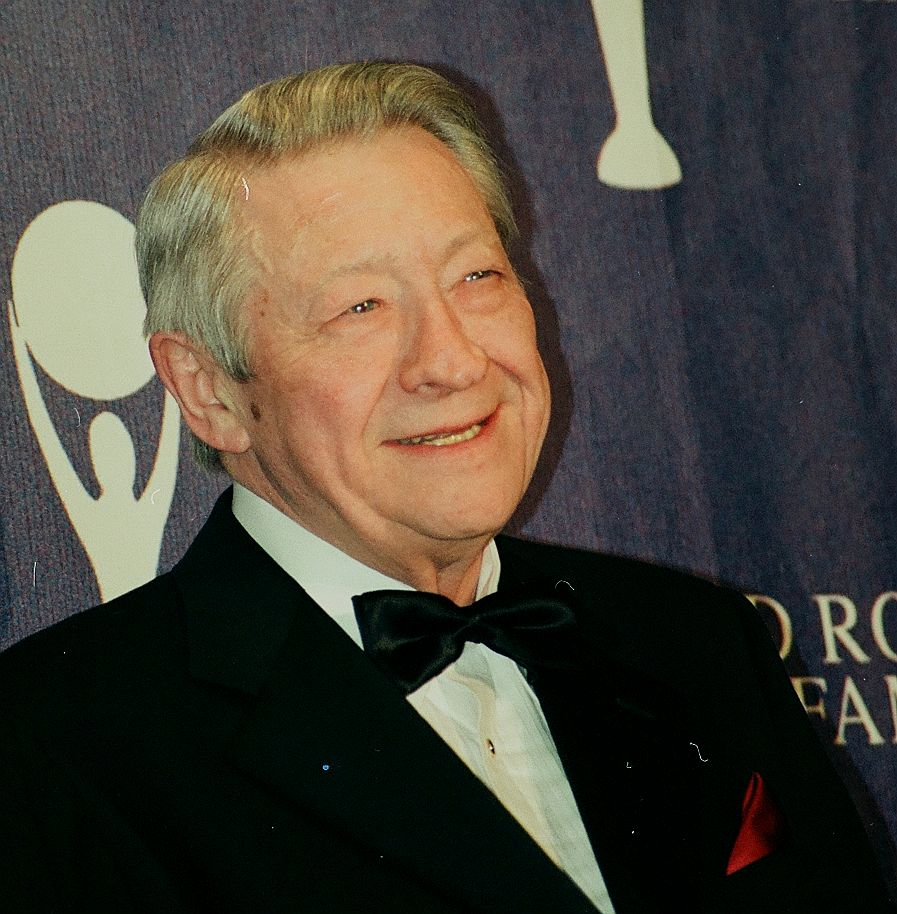
29. Scotty Moore

### Repetições e ausências
55 guitarristas aparecem em todas as três listas.
- Os únicos presentes apenas na lista de 2003 são Paul Kossoff (51°), Mickey Baker (54°), Jorma Kaukonen (54°), Zoot Horn Rollo (62°), Danny Gatton (63°), Jerry Miller (68°), Adam Jones (75°), Henry Vestine (77°), Cliff Gallup (77°), Eddie Cochran (84°), Glen Buxton (90°), Robert Randolph (97°), e Leigh Stephens (98°).
- Os únicos presentes apenas na lista de 2011 são Buddy Holly (80°) e Bruce Springsteen (96°).
- A lista de 2023, que agrupa os guitarristas de certas bandas (Angus Young, que aparece sozinho nas outras duas listas, na terceira compartilha sua entrada com o irmão e companheiro no AC/DC, Malcolm Young), tem 149 entradas exclusivas.
- Albert King, Albert Collins, Alex Lifeson, Andy Summers, Billy Gibbons, Bonnie Raitt, Carl Perkins, Chet Atkins, Curtis Mayfield, Dimebag Darrell, Duane Eddy, Elmore James, J Mascis, John Lee Hooker, John Lennon, Johnny Marr, Joe Walsh, Leslie West, Lindsey Buckingham, Mick Taylor, Muddy Waters,  Nels Cline, Otis Rush, Prince, Peter Buck, Roger McGuinn, Slash, Steve Jones e Willie Nelson estão ausentes na lista de 2003.
- Ali Farka Touré,  Bert Jansch, D. Boon, Fred Smith, Greg Ginn, Ike Turner, Joan Jett, John Fogerty, John Cipollina, Kevin Shields, Kim Thayil, Lightnin' Hopkins, Roy Buchanan,  Robert Quine, Steve Howe, Trey Anastasio, Vernon Reid, Warren Haynes e Wayne Kramer estão ausentes da lista de 2011. (Smith e Kramer compartilham sua entrada na lista de 2023)
- Dos guitarristas do Metallica, Kirk Hammett está na primeira lista em 11°, James Hetfield na segunda em 87°, e ambos compartilham uma entrada na terceira em 23°.
- Ed O'Brien do Radiohead e Lee Ranaldo do Sonic Youth estão na primeira lista, ausentes da segunda, e na terceira dividem uma entrada com o outro guitarrista de suas bandas que entrou nas três listas (Jonny Greenwood e Thurston Moore, respectivamente).